# Фролов, Алексей Дмитриевич
Алексей Дмитриевич Фролов  (26 сентября 1908 года — 23 декабря 1980 года) — специалист в области конструирования и производства радиоаппаратуры, профессор кафедры «Конструирования и производства радиаппаратуры» Московского энергетического института (МЭИ ТУ).

## Биография
Фролов Алексей Дмитриевич родился 26 сентября 1908 года. В юношеские годы увлёкся радио. В дальнейшем радио стало его профессией. В тридцатых годах Алексей Дмитриевич уже становится начальником Лаборатории приёмников на радиозаводе «Электросигнал» в г. Воронеж.
В этот период А.Д. Фролов становится участником событий переломного момента в развитии отечественной радиоприёмной техники радиовещательного назначения. В составе группы Е.А. Левитина из лаборатории радиоприёмных устройств ИРПА, Алексей Дмитриевич направляется в Radio Corporation of America – RCA для изучения передовых по тем временам методов создания вещательных приёмников и курирования создания этой фирмой образца советского супергетеродинного радиоприёмника. Этот легендарный приёмник, получивший в дальнейшем наименование Шестиламповый супергетеродинный настольный приёмник 6Н-1 и выпускавшийся массовым тиражом в СССР, стал родоначальником огромного количества не только вещательных, но и передающих радиоустройств, что значительной мере способствовало повышению уровня оснащённости войск радиоаппаратурой. По мнению радиолюбителей ретрорадио влияние конструкции этого приёмника прослеживается в советской радиоаппаратуре вплоть до 1957 года
В середине сентября 1941, когда линия фронта вплотную приблизилась к городу, решением Государственного комитета обороны страны заводу предписывавается эвакуация в г. Новосибирск. Круглосуточно, в условиях бомбёжки на предприятии вёлся демонтаж оборудования, погрузка этого оборудования с запасами материалов для изготовления и документацией изделий. Всё это вместе с сотрудниками завода и их семьями восмью эшелонами было отправлено в Сибирь. В Новосибирске заводу выделяются площадки и на базе Воронежского завода организуется Завод №590 Наркомата электропромышленности, в дальнейшем переименованный в Новосибирский завод Электросигнал. Директором назначается Мещеряков К.Д., совмещающим должность заместителя Наркома электропромышленности, главным инженером - Фролов А.Д., главным конструктором - Левитин Е.А.,
В крайне тяжелых условиях, осложнённых сильными морозами, оборудование с воронежского завода было разгружено и установлено на площадках будущих цехов. В ноябре 1941 были запущены все цеха основного производства и разработаны конструкции радиостанций для самолётов и танков. А 24 декабря, т.е. через 49 со дня постановления об эвакуации завода, первая партия радиостанций нового Новосибирского завода №590 НКЭП была направлена на фронт. Правительство по достоинству оценило вклад ведущих специалистов завода в 1944 году. Завод и его директор Мещеряков К.Н. были удостоены Орденами Ленина, а главный инженер завода Фролов А.Д., главный конструктор завода Левитин Е.А. и главный технолог Савровский Д.С. были награждены Орденами Красной Звезды.
В конце 50-х Алексея Дмитриевича приглашают для работы на факультет Радио-техники Московского энергетического института МЭИ. Вокруг него образовалась группа преподавателей-конструкторов. Со временем возможности созданной «конструкторской» ячейки оказались недостаточны для поставленных целей и она была преобразована в кафедру «Конструирование и производство радиоэлектронной аппаратуры». Возглавил кафедру Алексей Дмитриевич Фролов. Он читал студентам МЭИ лекции, руководил аспирантами. Большое внимание в курсе «Конструирование и производства радиоаппаратуры» уделялось изучению надежности радиоаппаратуры, методам её расчета и увеличения сроков её службы, технологии конструирования, изучению государственных стандартов.
По инициативе Алексея Дмитриевича на радиотехническом факультете МЭИ была создана специальность по конструированию и производству радиоаппаратуры. Впоследствии по этой специальности стали готовить специалистов в Таганрогском радиотехническом институте (ныне Инженерно-технологическая академия ЮФУ), Рязанском радиотехническом институте (ныне Рязанский государственный радиотехнический университет) и других радиотехнических ВУЗах СССР. Алексей Дмитриевич внедрил в учебный процесс свой богатый производственный опыт. Его связи в промышленности позволили привлечь для работы на кафедре видных специалистов. Кафедра зажила полнокровной жизнью. Появились аспиранты, а далее кандидаты (позднее и доктора) наук. А.Д. Фролов взялся за подготовку учебников прикладного направления. В короткий срок он создал серию таких трудов для студентов. Алексей Дмитриевич слыл увлечённым человеком, оптимистом, интересным собеседником, с ним легко было работать.
Учениками профессора МЭИ Алексея Дмитриевича Фролова в разное время были, ставшие впоследствии профессорами МЭИ, Феликс Николаевич Покровский, Взятышев Виктор Феодосьевич, Кандырин Ю. В. и др.
Алексей Дмитриевич Фролов скончался 23 декабря 1980 года в Москве в возрасте 73 лет. Похоронен на Введенском кладбище.

## Труды
- Фролов А. Д. Основные принципы конструирования деталей массовой и серийной радиоаппаратуры. Алексей Дмитриевич Фролов. Москва — Ленинград: Государственное Энергетическое издательство, 1955.
- Фролов А. Д. Радиодетали и узлы. Учебное пособие для специальности вузов «Конструирование и производство радиоаппаратуры». Алексей Дмитриевич Фролов. Переплет художника И. И. Сотникова. Москва: Издательство «Высшая школа», 1975.
- Теоретические основы конструирования и надежности радиоэлектронной аппаратуры: Учебник для радиотехнических специальностей вузов / А. Д. Фролов. Москва : Высш. школа, 1970.